# ولوله
ولوله (به ترکی آذربایجانی: Vəlvələ) یک منطقه مسکونی در جمهوری آذربایجان است که در شهرستان قوبا واقع شده است. ولوله ۱۴۹۸ نفر جمعیت دارد.